# Aptenodytes
Aptenodytes este un gen de pinguini ce cuprinde 2 specii care încă trăiesc (Aptenodytes forsteri și Aptenodytes patagonicus) și o specie dispărută (Aptenodytes ridgeni).

## Etimologie
Numele „Aptenodytes” este un compus din cuvintele grecești antice, „ἀ-πτηνο-δύτης” (scufundător-fără-aripi).

## Specii
Există două specii monotipice:
| Aptenodytes                             | Aptenodytes | Aptenodytes | Aptenodytes |
| Denumiri comune și binomiale            | Image       | Descriere | Areal |
| --------------------------------------- | ----------- | --- | --- |
| Pinguin imperial (Aptenodytes forsteri) |             | 1,22 metri înălțime, cântărind 22-37 kg, adultul are pene dorsale negre care acoperă: capul, bărbia, gâtul, spatele, partea dorsală și coada. Părțile inferioare ale aripilor și ale burticii sunt albe, devenind galben pal în partea superioară a pieptului, iar petele de la urechi sunt de un galben strălucitor. Mandibula superioară este neagră, iar mandibula inferioară poate fi roz, portocaliu sau lila. Masculii și femelele sunt similari ca mărime și culoare. | Distribuția circumpolară în Antarctica între 66° și 77° S. Aproape întotdeauna se reproduce pe bancheta stabilă lângă coastă și rătăcește până la 18 km.                    |
| Pinguin regal (Aptenodytes patagonicus) |             | 90 cm înălțime, cântărind 11 până la 16 kg, părțile superioare sunt de culoare albastru-gri oțel, se întunecă până la negru pe cap; burta este albă decolorată în portocaliu pe partea superioară a pieptului cu petice de portocaliu aprins la urechi. Ciocul negru este lung și subțire. Mandibula inferioară poate fi roz sau portocaliu. | Se reproduce pe insulele subantarctice între 45° și 55° S, în partea de nord a Antarcticii, precum și Țara de Foc, Insulele Falkland și alte insule temperate ale regiunii. |